# Abraxas capitata
Abraxas capitata là một loài bướm đêm thuộc họ Geometridae. Nó được Warren miêu tả năm 1894. Nó được tìm thấy ở Ấn Độ (bao gồm Himachal Pradesh).